# Phoenix Suns 2017-2018
La stagione 2017-2018 dei Phoenix Suns è stata la 50ª stagione della franchigia nella NBA.

## Draft
| Giro | Scelta | Giocatore    | Ruolo | Nazionalità | Università/Squadra |
| ---- | ------ | ------------ | ----- | ----------- | ------------------ |
| 1    | 4      | Josh Jackson | AP    | Stati Uniti | Kansas             |
| 2    | 32     | Davon Reed   | G     | Stati Uniti | Miami              |
| 2    | 54     | Alec Peters  | AG    | Stati Uniti | Valparaiso         |

## Roster
| \| Pos. \| Num. \| Naz. \| Nome \| Altezza \| Peso \| Data nascita \| Provenienza \| \| ---- \| ---- \| ---------------------- \| ------------------- \| ------- \| ------ \| ------------ \| --------------------- \| \| AG \| 35 \| Croazia (bandiera) \| Bender, Dragan \| 216 cm \| 102 kg \| 17-11-1997 \| Croazia \| \| G \| 1 \| Stati Uniti (bandiera) \| Booker, Devin (C) \| 198 cm \| 95 kg \| 30-10-1996 \| Kentucky \| \| C \| 4 \| Stati Uniti (bandiera) \| Chandler, Tyson \| 216 cm \| 109 kg \| 02-10-1982 \| Manuel Dominguez HS \| \| AG \| 0 \| Stati Uniti (bandiera) \| Chriss, Marquese \| 208 cm \| 109 kg \| 02-07-1997 \| Washington \| \| G \| 30 \| Stati Uniti (bandiera) \| Daniels, Troy \| 193 cm \| 93 kg \| 15-07-1991 \| Virginia Commonwealth \| \| A \| 3 \| Stati Uniti (bandiera) \| Dudley, Jared \| 201 cm \| 109 kg \| 10-07-1985 \| Boston College \| \| P \| 10 \| Stati Uniti (bandiera) \| Harrison, Shaquille \| 193 cm \| 86 kg \| 06-10-1993 \| Tulsa \| \| G/AP \| 23 \| Stati Uniti (bandiera) \| House, Danuel (TW) \| 201 cm \| 100 kg \| 07-06-1993 \| Texas A&M \| \| AP \| 20 \| Stati Uniti (bandiera) \| Jackson, Josh \| 203 cm \| 91 kg \| 10-02-1997 \| Kansas \| \| P \| 11 \| Stati Uniti (bandiera) \| Knight, Brandon \| 191 cm \| 88 kg \| 02-12-1991 \| Kentucky \| \| C \| 21 \| Ucraina (bandiera) \| Len', Alex \| 216 cm \| 113 kg \| 16-06-1993 \| Maryland \| \| P \| 2 \| Stati Uniti (bandiera) \| Payton, Elfrid \| 193 cm \| 84 kg \| 22-02-1994 \| Louisiana–Lafayette \| \| A \| 25 \| Stati Uniti (bandiera) \| Peters, Alec (TW) \| 206 cm \| 107 kg \| 13-04-1995 \| Valparaiso \| \| G \| 32 \| Stati Uniti (bandiera) \| Reed, Davon \| 198 cm \| 95 kg \| 11-06-1995 \| Miami (FL) \| \| P \| 8 \| Stati Uniti (bandiera) \| Ulis, Tyler \| 178 cm \| 73 kg \| 05-01-1996 \| Kentucky \| \| AP \| 12 \| Stati Uniti (bandiera) \| Warren, T.J. \| 203 cm \| 98 kg \| 05-09-1993 \| North Carolina State \| \| AG/C \| 15 \| Stati Uniti (bandiera) \| Williams, Alan \| 203 cm \| 120 kg \| 28-01-1993 \| UC Santa Barbara \| | Allenatore - Jay Triano (ad interim) Assistente/i - Tyrone Corbin - Marlon Garnett - Tyrone Ellis (sviluppo giocatori) - Scott Duncan (sviluppo giocatori) - Bret Burchard (sviluppo giocatori) - Brandon Rosenthal (sviluppo giocatori) Legenda - (C) Capitano - (FA) Free agent - (S) Sospeso - (TW) Contratto Two-way - (GL) Assegnato a squadra G League affiliata - Infortunato Roster • Transazioni |                        |                     |         |        |              |                       |
| Pos. | Num. | Naz.                   | Nome                | Altezza | Peso   | Data nascita | Provenienza           |
| AG | 35 | Croazia (bandiera)     | Bender, Dragan      | 216 cm  | 102 kg | 17-11-1997   | Croazia               |
| G | 1 | Stati Uniti (bandiera) | Booker, Devin (C)   | 198 cm  | 95 kg  | 30-10-1996   | Kentucky              |
| C | 4 | Stati Uniti (bandiera) | Chandler, Tyson     | 216 cm  | 109 kg | 02-10-1982   | Manuel Dominguez HS   |
| AG | 0 | Stati Uniti (bandiera) | Chriss, Marquese    | 208 cm  | 109 kg | 02-07-1997   | Washington            |
| G | 30 | Stati Uniti (bandiera) | Daniels, Troy       | 193 cm  | 93 kg  | 15-07-1991   | Virginia Commonwealth |
| A | 3 | Stati Uniti (bandiera) | Dudley, Jared       | 201 cm  | 109 kg | 10-07-1985   | Boston College        |
| P | 10 | Stati Uniti (bandiera) | Harrison, Shaquille | 193 cm  | 86 kg  | 06-10-1993   | Tulsa                 |
| G/AP | 23 | Stati Uniti (bandiera) | House, Danuel (TW)  | 201 cm  | 100 kg | 07-06-1993   | Texas A&M             |
| AP | 20 | Stati Uniti (bandiera) | Jackson, Josh       | 203 cm  | 91 kg  | 10-02-1997   | Kansas                |
| P | 11 | Stati Uniti (bandiera) | Knight, Brandon     | 191 cm  | 88 kg  | 02-12-1991   | Kentucky              |
| C | 21 | Ucraina (bandiera)     | Len', Alex          | 216 cm  | 113 kg | 16-06-1993   | Maryland              |
| P | 2 | Stati Uniti (bandiera) | Payton, Elfrid      | 193 cm  | 84 kg  | 22-02-1994   | Louisiana–Lafayette   |
| A | 25 | Stati Uniti (bandiera) | Peters, Alec (TW)   | 206 cm  | 107 kg | 13-04-1995   | Valparaiso            |
| G | 32 | Stati Uniti (bandiera) | Reed, Davon         | 198 cm  | 95 kg  | 11-06-1995   | Miami (FL)            |
| P | 8 | Stati Uniti (bandiera) | Ulis, Tyler         | 178 cm  | 73 kg  | 05-01-1996   | Kentucky              |
| AP | 12 | Stati Uniti (bandiera) | Warren, T.J.        | 203 cm  | 98 kg  | 05-09-1993   | North Carolina State  |
| AG/C | 15 | Stati Uniti (bandiera) | Williams, Alan      | 203 cm  | 120 kg | 28-01-1993   | UC Santa Barbara      |

## Classifiche

### Pacific Division
| Pacific Division        | Pacific Division | Pacific Division | Pacific Division | Pacific Division | Pacific Division | Pacific Division | Pacific Division | Pacific Division |
| Squadra                 | V                | S                | V%               | PR               | Casa             | Trasf            | Div              | PG               |
| ----------------------- | ---------------- | ---------------- | ---------------- | ---------------- | ---------------- | ---------------- | ---------------- | ---------------- |
| y – Golden St. Warriors | 58               | 24               | .707             | 7,0              | 29–12            | 29–12            | 13–3             | 82               |
| L.A. Clippers           | 42               | 40               | .512             | 23,0             | 22–19            | 20–21            | 12–4             | 82               |
| L.A. Lakers             | 35               | 47               | .427             | 30,0             | 20–21            | 15–26            | 5–10             | 82               |
| Sacramento Kings        | 27               | 55               | .329             | 38,0             | 14–27            | 13–28            | 5–11             | 82               |
| Phoenix Suns            | 21               | 61               | .256             | 44,0             | 10–31            | 11–30            | 4–12             | 82               |

### Western Conference
| Western Conference | Western Conference        | Western Conference | Western Conference | Western Conference | Western Conference | Western Conference |
| #                  | Squadra                   | V                  | S                  | V%                 | PR                 | PG                 |
| ------------------ | ------------------------- | ------------------ | ------------------ | ------------------ | ------------------ | ------------------ |
| 1                  | z – Houston Rockets *     | 65                 | 17                 | .793               | –                  | 82                 |
| 2                  | y – Golden St. Warriors * | 58                 | 24                 | .707               | 7,0                | 82                 |
| 3                  | y – Portland T. Blazers * | 49                 | 33                 | .598               | 16,0               | 82                 |
| 4                  | x – Oklahoma Thunder      | 48                 | 34                 | .585               | 17,0               | 82                 |
| 5                  | x – Utah Jazz             | 48                 | 34                 | .585               | 17,0               | 82                 |
| 6                  | x – N. Orleans Pelicans   | 48                 | 34                 | .585               | 17,0               | 82                 |
| 7                  | x – San Antonio Spurs     | 47                 | 35                 | .573               | 18,0               | 82                 |
| 8                  | x – Minnesota T'wolves    | 47                 | 35                 | .573               | 18,0               | 82                 |
|                    |                           |                    |                    |                    |                    |                    |
| 9                  | Denver Nuggets            | 46                 | 36                 | .561               | 19,0               | 82                 |
| 10                 | L.A. Clippers             | 42                 | 40                 | .512               | 23,0               | 82                 |
| 11                 | L.A. Lakers               | 35                 | 47                 | .427               | 30,0               | 82                 |
| 12                 | Sacramento Kings          | 27                 | 55                 | .329               | 38,0               | 82                 |
| 13                 | Dallas Mavericks          | 24                 | 58                 | .293               | 41,0               | 82                 |
| 14                 | Memphis Grizzlies         | 22                 | 60                 | .268               | 43,0               | 82                 |
| 15                 | Phoenix Suns              | 21                 | 61                 | .256               | 44,0               | 82                 |

## Calendario e risultati

### Preseason
| Preseason 2017                                    | Preseason 2017                                    | Preseason 2017                                    | Preseason 2017                                    | Preseason 2017                                    | Preseason 2017                                    | Preseason 2017                                    | Preseason 2017                                    | Preseason 2017                                    |
| Record preseason: 2–3 (Casa: 1–2; Trasferta: 1–1) | Record preseason: 2–3 (Casa: 1–2; Trasferta: 1–1) | Record preseason: 2–3 (Casa: 1–2; Trasferta: 1–1) | Record preseason: 2–3 (Casa: 1–2; Trasferta: 1–1) | Record preseason: 2–3 (Casa: 1–2; Trasferta: 1–1) | Record preseason: 2–3 (Casa: 1–2; Trasferta: 1–1) | Record preseason: 2–3 (Casa: 1–2; Trasferta: 1–1) | Record preseason: 2–3 (Casa: 1–2; Trasferta: 1–1) | Record preseason: 2–3 (Casa: 1–2; Trasferta: 1–1) |
| Partita                                           | Data                                              | Avversario                                        | Punteggio                                         | Più punti                                         | Più rimbalzi                                      | Più assist                                        | Spettatori                                        | Record                                            |
| ------------------------------------------------- | ------------------------------------------------- | ------------------------------------------------- | ------------------------------------------------- | ------------------------------------------------- | ------------------------------------------------- | ------------------------------------------------- | ------------------------------------------------- | ------------------------------------------------- |
| 1                                                 | 3 ottobre                                         | @ Portland T. Blazers                             | V 114–112                                         | T.J. Warren (24)                                  | Alex Len' (13)                                    | Devin Booker (5)                                  | Moda Center 15.507                                | 1–0                                               |
| 2                                                 | 6 ottobre                                         | @ Utah Jazz                                       | S 101–112                                         | Alex Len', Troy Daniels (18)                      | Alex Len' (9)                                     | Tyler Ulis (6)                                    | Vivint Smart Home Arena 17.196                    | 1–1                                               |
| 3                                                 | 9 ottobre                                         | Utah Jazz                                         | S 102–120                                         | Devin Booker (19)                                 | Alex Len' (6)                                     | Eric Bledsoe (7)                                  | Talking Stick Resort Arena 7.643                  | 1–2                                               |
| 4                                                 | 11 ottobre                                        | Portland T. Blazers                               | S 104–113                                         | Josh Jackson (22)                                 | Marquese Chriss (12)                              | Eric Bledsoe (6)                                  | Talking Stick Resort Arena 13.230                 | 1–3                                               |
| 5                                                 | 13 ottobre                                        | Brisbane                                          | V 114–93                                          | Devin Booker (31)                                 | Dragan Bender, Tyson Chandler (9)                 | Devin Booker (6)                                  | Talking Stick Resort Arena 8.297                  | 2–3                                               |

### Regular season

#### Ottobre
| Ottobre 2017                                 | Ottobre 2017                                 | Ottobre 2017                                 | Ottobre 2017                                 | Ottobre 2017                                 | Ottobre 2017                                 | Ottobre 2017                                 | Ottobre 2017                                 | Ottobre 2017                                 |
| Record mese: 3–4 (Casa: 2–2; Trasferta: 1–2) | Record mese: 3–4 (Casa: 2–2; Trasferta: 1–2) | Record mese: 3–4 (Casa: 2–2; Trasferta: 1–2) | Record mese: 3–4 (Casa: 2–2; Trasferta: 1–2) | Record mese: 3–4 (Casa: 2–2; Trasferta: 1–2) | Record mese: 3–4 (Casa: 2–2; Trasferta: 1–2) | Record mese: 3–4 (Casa: 2–2; Trasferta: 1–2) | Record mese: 3–4 (Casa: 2–2; Trasferta: 1–2) | Record mese: 3–4 (Casa: 2–2; Trasferta: 1–2) |
| Partita                                      | Data                                         | Avversario                                   | Punteggio                                    | Più punti                                    | Più rimbalzi                                 | Più assist                                   | Spettatori                                   | Record                                       |
| -------------------------------------------- | -------------------------------------------- | -------------------------------------------- | -------------------------------------------- | -------------------------------------------- | -------------------------------------------- | -------------------------------------------- | -------------------------------------------- | -------------------------------------------- |
| 1                                            | 18 ottobre                                   | Portland T. Blazers                          | S 76–124                                     | Eric Bledsoe (15)                            | Dragan Bender (7)                            | Eric Bledsoe (3)                             | Talking Stick Resort Arena 18.055            | 0–1                                          |
| 2                                            | 20 ottobre                                   | L.A. Lakers                                  | S 130–132                                    | Eric Bledsoe (28)                            | Devin Booker (11)                            | Devin Booker (8)                             | Talking Stick Resort Arena 18.055            | 0–2                                          |
| 3                                            | 21 ottobre                                   | @ L.A. Clippers                              | S 88–130                                     | Alex Len' (15)                               | Tyson Chandler (14)                          | Mike James (6)                               | Staples Center 19.068                        | 0–3                                          |
| 4                                            | 23 ottobre                                   | Sacramento Kings                             | V 117–115                                    | Devin Booker (22)                            | Tyson Chandler (14)                          | Mike James (7)                               | Talking Stick Resort Arena 14.903            | 1–3                                          |
| 5                                            | 25 ottobre                                   | Utah Jazz                                    | V 97–88                                      | T.J. Warren (27)                             | Alex Len' (13)                               | Tyler Ulis (5)                               | Talking Stick Resort Arena 16.022            | 2–3                                          |
| 6                                            | 28 ottobre                                   | @ Portland T. Blazers                        | S 107–114                                    | Devin Booker (34)                            | Alex Len' (8)                                | Devin Booker (6)                             | Moda Center 19.343                           | 2–4                                          |
| 7                                            | 31 ottobre                                   | @ Brooklyn Nets                              | V 122–114                                    | Devin Booker (30)                            | Alex Len' (15)                               | Mike James (5)                               | Barclays Center 12.936                       | 3–4                                          |

#### Novembre
| Novembre 2017                                 | Novembre 2017                                 | Novembre 2017                                 | Novembre 2017                                 | Novembre 2017                                 | Novembre 2017                                 | Novembre 2017                                 | Novembre 2017                                 | Novembre 2017                                 |
| Record mese: 5–11 (Casa: 2–7; Trasferta: 3–4) | Record mese: 5–11 (Casa: 2–7; Trasferta: 3–4) | Record mese: 5–11 (Casa: 2–7; Trasferta: 3–4) | Record mese: 5–11 (Casa: 2–7; Trasferta: 3–4) | Record mese: 5–11 (Casa: 2–7; Trasferta: 3–4) | Record mese: 5–11 (Casa: 2–7; Trasferta: 3–4) | Record mese: 5–11 (Casa: 2–7; Trasferta: 3–4) | Record mese: 5–11 (Casa: 2–7; Trasferta: 3–4) | Record mese: 5–11 (Casa: 2–7; Trasferta: 3–4) |
| Partita                                       | Data                                          | Avversario                                    | Punteggio                                     | Più punti                                     | Più rimbalzi                                  | Più assist                                    | Spettatori                                    | Record                                        |
| --------------------------------------------- | --------------------------------------------- | --------------------------------------------- | --------------------------------------------- | --------------------------------------------- | --------------------------------------------- | --------------------------------------------- | --------------------------------------------- | --------------------------------------------- |
| 8                                             | 1 novembre                                    | @ Wash. Wizards                               | V 122–116                                     | T.J. Warren (40)                              | Marquese Chriss, T.J. Warren (10)             | Mike James (6)                                | Capital One Arena 14.790                      | 4–4                                           |
| 9                                             | 3 novembre                                    | @ N.Y. Knicks                                 | S 107–120                                     | Devin Booker (34)                             | Tyson Chandler (10)                           | Mike James (8)                                | Madison Square Garden 19.404                  | 4–5                                           |
| 10                                            | 5 novembre                                    | @ San Antonio Spurs                           | S 95–112                                      | T.J. Warren (17)                              | Tyson Chandler (14)                           | Tyler Ulis (7)                                | AT&T Center 18.038                            | 4–6                                           |
| 11                                            | 6 novembre                                    | Brooklyn Nets                                 | S 92–98                                       | T.J. Warren (20)                              | Alex Len' (14)                                | Tyler Ulis (3)                                | Talking Stick Resort Arena 15.905             | 4–7                                           |
| 12                                            | 8 novembre                                    | Miami Heat                                    | S 115–126                                     | Devin Booker (30)                             | Marquese Chriss (9)                           | Devin Booker (6)                              | Talking Stick Resort Arena 16.500             | 4–8                                           |
| 13                                            | 10 novembre                                   | Orlando Magic                                 | S 112–128                                     | Alex Len' (21)                                | Alex Len' (13)                                | Devin Booker (5)                              | Talking Stick Resort Arena 16.507             | 4–9                                           |
| 14                                            | 11 novembre                                   | Minnesota T'wolves                            | V 118–110                                     | Devin Booker, T.J. Warren (35)                | Devin Booker (9)                              | Devin Booker (6)                              | Talking Stick Resort Arena 16.910             | 5–9                                           |
| 15                                            | 13 novembre                                   | L.A. Lakers                                   | S 93–100                                      | Devin Booker (36)                             | Tyson Chandler (15)                           | Devin Booker, T.J. Warren (3)                 | Talking Stick Resort Arena 17.533             | 5–10                                          |
| 16                                            | 16 novembre                                   | Houston Rockets                               | S 116–142                                     | Troy Daniels (23)                             | Alex Len' (13)                                | Devin Booker (10)                             | Talking Stick Resort Arena 16.875             | 5–11                                          |
| 17                                            | 17 novembre                                   | @ L.A. Lakers                                 | V 122–113                                     | Devin Booker (33)                             | Alex Len' (18)                                | Mike James (8)                                | Staples Center 18.997                         | 6–11                                          |
| 18                                            | 19 novembre                                   | Chicago Bulls                                 | V 113–105                                     | T.J. Warren (27)                              | Alex Len' (8)                                 | Devin Booker (6)                              | Talking Stick Resort Arena 16.264             | 7–11                                          |
| 19                                            | 22 novembre                                   | Milwaukee Bucks                               | S 107–113 (OT)                                | Devin Booker (23)                             | Tyson Chandler (12)                           | Devin Booker (4)                              | Talking Stick Resort Arena 16.270             | 7–12                                          |
| 20                                            | 24 novembre                                   | N.O. Pelicans                                 | S 91–115                                      | T.J. Warren (18)                              | Tyson Chandler (9)                            | Mike James (4)                                | Talking Stick Resort Arena 16.574             | 7–13                                          |
| 21                                            | 26 novembre                                   | @ Minnesota T'wolves                          | S 108–119                                     | Mike James (26)                               | Tyson Chandler, Marquese Chriss (7)           | Mike James (7)                                | Target Center 16.448                          | 7–14                                          |
| 22                                            | 28 novembre                                   | @ Chicago Bulls                               | V 104–99                                      | Devin Booker (33)                             | Alex Len' (18)                                | Mike James (7)                                | United Center 18.324                          | 8–14                                          |
| 23                                            | 29 novembre                                   | @ Detroit Pistons                             | S 107–131                                     | Devin Booker (22)                             | Josh Jackson, Greg Monroe (7)                 | Greg Monroe (5)                               | Little Caesars Arena 18.096                   | 8–15                                          |

#### Dicembre
| Dicembre 2017                                | Dicembre 2017                                | Dicembre 2017                                | Dicembre 2017                                | Dicembre 2017                                | Dicembre 2017                                | Dicembre 2017                                           | Dicembre 2017                                | Dicembre 2017                                |
| Record mese: 6–8 (Casa: 2–4; Trasferta: 4–4) | Record mese: 6–8 (Casa: 2–4; Trasferta: 4–4) | Record mese: 6–8 (Casa: 2–4; Trasferta: 4–4) | Record mese: 6–8 (Casa: 2–4; Trasferta: 4–4) | Record mese: 6–8 (Casa: 2–4; Trasferta: 4–4) | Record mese: 6–8 (Casa: 2–4; Trasferta: 4–4) | Record mese: 6–8 (Casa: 2–4; Trasferta: 4–4)            | Record mese: 6–8 (Casa: 2–4; Trasferta: 4–4) | Record mese: 6–8 (Casa: 2–4; Trasferta: 4–4) |
| Partita                                      | Data                                         | Avversario                                   | Punteggio                                    | Più punti                                    | Più rimbalzi                                 | Più assist                                              | Spettatori                                   | Record                                       |
| -------------------------------------------- | -------------------------------------------- | -------------------------------------------- | -------------------------------------------- | -------------------------------------------- | -------------------------------------------- | ------------------------------------------------------- | -------------------------------------------- | -------------------------------------------- |
| 24                                           | 2 dicembre                                   | @ Boston Celtics                             | S 111–116                                    | Devin Booker (38)                            | Tyson Chandler (18)                          | Devin Booker, Mike James (5)                            | TD Garden 18.624                             | 8–16                                         |
| 25                                           | 4 dicembre                                   | @ Philadelphia 76ers                         | V 115–101                                    | Devin Booker (46)                            | Tyson Chandler (12)                          | Tyler Ulis (12)                                         | Wells Fargo Center 20.564                    | 9–16                                         |
| 26                                           | 5 dicembre                                   | @ Toronto Raptors                            | S 113–126                                    | Devin Booker (19)                            | Greg Monroe (10)                             | Devin Booker (8)                                        | Air Canada Centre 19.800                     | 9–17                                         |
| 27                                           | 7 dicembre                                   | Wash. Wizards                                | S 99–109                                     | T.J. Warren (23)                             | Alex Len', T.J. Warren (8)                   | Tyler Ulis (6)                                          | Talking Stick Resort Arena 15.925            | 9–18                                         |
| 28                                           | 9 dicembre                                   | San Antonio Spurs                            | S 101–104                                    | Mike James (25)                              | Greg Monroe (11)                             | Tyson Chandler, Mike James, Tyler Ulis, T.J. Warren (2) | Talking Stick Resort Arena 16.575            | 9–19                                         |
| 29                                           | 12 dicembre                                  | @ Sacramento Kings                           | S 92–99                                      | T.J. Warren (18)                             | Tyson Chandler (10)                          | Mike James (5)                                          | Golden 1 Center 17.583                       | 9–20                                         |
| 30                                           | 13 dicembre                                  | Toronto Raptors                              | S 109–115                                    | Troy Daniels (32)                            | Greg Monroe (11)                             | Tyler Ulis (8)                                          | Talking Stick Resort Arena 15.517            | 9–21                                         |
| 31                                           | 16 dicembre                                  | @ Minnesota T'wolves                         | V 108–106                                    | Dragan Bender, Troy Daniels (17)             | Alex Len' (19)                               | Isaiah Canaan (7)                                       | Target Center 18.109                         | 10–21                                        |
| 32                                           | 18 dicembre                                  | @ Dallas Mavericks                           | V 97–91                                      | T.J. Warren (19)                             | Alex Len' (14)                               | Isaiah Canaan (6)                                       | American Airlines Center 19.245              | 11–21                                        |
| 33                                           | 20 dicembre                                  | @ L.A. Clippers                              | S 95–108                                     | T.J. Warren (22)                             | T.J. Warren (10)                             | Mike James, T.J. Warren (4)                             | Staples Center 18.995                        | 11–22                                        |
| 34                                           | 21 dicembre                                  | Memphis Grizzlies                            | V 97–95                                      | T.J. Warren (27)                             | Greg Monroe (12)                             | Greg Monroe (7)                                         | Talking Stick Resort Arena 16.339            | 12–22                                        |
| 35                                           | 23 dicembre                                  | Minnesota T'wolves                           | S 106–115                                    | T.J. Warren (24)                             | Tyson Chandler (15)                          | Isaiah Canaan (9)                                       | Talking Stick Resort Arena 16.482            | 12–23                                        |
| 36                                           | 26 dicembre                                  | Memphis Grizzlies                            | V 99–97                                      | Devin Booker (32)                            | Marquese Chriss (13)                         | Devin Booker, Tyler Ulis (6)                            | Talking Stick Resort Arena 17.105            | 13–23                                        |
| 37                                           | 29 dicembre                                  | @ Sacramento Kings                           | V 111–101                                    | Devin Booker, T.J. Warren (26)               | Tyson Chandler (11)                          | Isaiah Canaan (6)                                       | Golden 1 Center 17.583                       | 14–23                                        |
| 38                                           | 31 dicembre                                  | Philadelphia 76ers                           | S 110–123                                    | Devin Booker (32)                            | Tyson Chandler (11)                          | Devin Booker, Tyler Ulis (6)                            | Talking Stick Resort Arena 16.983            | 14–24                                        |

#### Gennaio
| Gennaio 2018                                  | Gennaio 2018                                  | Gennaio 2018                                  | Gennaio 2018                                  | Gennaio 2018                                  | Gennaio 2018                                  | Gennaio 2018                                  | Gennaio 2018                                  | Gennaio 2018                                  |
| Record mese: 4–10 (Casa: 3–3; Trasferta: 1–7) | Record mese: 4–10 (Casa: 3–3; Trasferta: 1–7) | Record mese: 4–10 (Casa: 3–3; Trasferta: 1–7) | Record mese: 4–10 (Casa: 3–3; Trasferta: 1–7) | Record mese: 4–10 (Casa: 3–3; Trasferta: 1–7) | Record mese: 4–10 (Casa: 3–3; Trasferta: 1–7) | Record mese: 4–10 (Casa: 3–3; Trasferta: 1–7) | Record mese: 4–10 (Casa: 3–3; Trasferta: 1–7) | Record mese: 4–10 (Casa: 3–3; Trasferta: 1–7) |
| Partita                                       | Data                                          | Avversario                                    | Punteggio                                     | Più punti                                     | Più rimbalzi                                  | Più assist                                    | Spettatori                                    | Record                                        |
| --------------------------------------------- | --------------------------------------------- | --------------------------------------------- | --------------------------------------------- | --------------------------------------------- | --------------------------------------------- | --------------------------------------------- | --------------------------------------------- | --------------------------------------------- |
| 39                                            | 2 gennaio                                     | Atlanta Hawks                                 | V 103–102                                     | Devin Booker (34)                             | Marquese Chriss (11)                          | Devin Booker (7)                              | Talking Stick Resort Arena 15.921             | 15–24                                         |
| 40                                            | 3 gennaio                                     | @ Denver Nuggets                              | S 111–134                                     | Devin Booker (17)                             | Greg Monroe (10)                              | Devin Booker (5)                              | Pepsi Center 14.079                           | 15–25                                         |
| 41                                            | 5 gennaio                                     | @ San Antonio Spurs                           | S 89–103                                      | Devin Booker (21)                             | Tyson Chandler (12)                           | Tyler Ulis (6)                                | AT&T Center 18.501                            | 15–26                                         |
| 42                                            | 7 gennaio                                     | Oklahoma Thunder                              | V 114–100                                     | Devin Booker (26)                             | Tyson Chandler (13)                           | Josh Jackson, Tyler Ulis (5)                  | Talking Stick Resort Arena 18.055             | 16–26                                         |
| 43                                            | 12 gennaio                                    | Houston Rockets                               | S 95–112                                      | Devin Booker (27)                             | Tyson Chandler (11)                           | Devin Booker, Tyler Ulis (9)                  | Talking Stick Resort Arena 18.055             | 16–27                                         |
| 44                                            | 14 gennaio                                    | Indiana Pacers                                | S 97–120                                      | Josh Jackson (21)                             | Tyson Chandler (14)                           | Devin Booker (7)                              | Talking Stick Resort Arena 17.091             | 16–28                                         |
| 45                                            | 16 gennaio                                    | @ Portland T. Blazers                         | S 111–118                                     | Devin Booker (43)                             | Alex Len' (10)                                | Devin Booker (8)                              | Moda Center 18.604                            | 16–29                                         |
| 46                                            | 19 gennaio                                    | @ Denver Nuggets                              | V 108–100                                     | Devin Booker (30)                             | Tyson Chandler (9)                            | Isaiah Canaan (6)                             | Pepsi Center 15.732                           | 17–29                                         |
| 47                                            | 22 gennaio                                    | @ Milwaukee Bucks                             | S 105–109                                     | T.J. Warren (23)                              | Greg Monroe (7)                               | Jared Dudley (9)                              | Bradley Center 14.766                         | 17–30                                         |
| 48                                            | 24 gennaio                                    | @ Indiana Pacers                              | S 101–116                                     | Josh Jackson (20)                             | Greg Monroe (17)                              | Devin Booker, Isaiah Canaan (4)               | Bankers Life Fieldhouse 14.060                | 17–31                                         |
| 49                                            | 26 gennaio                                    | N.Y. Knicks                                   | S 85–107                                      | T.J. Warren (20)                              | Greg Monroe (10)                              | Isaiah Canaan, Jared Dudley (4)               | Talking Stick Resort Arena 17.068             | 17–32                                         |
| 50                                            | 28 gennaio                                    | @ Houston Rockets                             | S 102–113                                     | Devin Booker (37)                             | Tyson Chandler (15)                           | Devin Booker (10)                             | Toyota Center 18.055                          | 17–33                                         |
| 51                                            | 29 gennaio                                    | @ Memphis Grizzlies                           | S 109–120                                     | T.J. Warren (24)                              | Josh Jackson, Alex Len' (8)                   | Tyler Ulis (7)                                | FedExForum 13.202                             | 17–34                                         |
| 52                                            | 31 gennaio                                    | Dallas Mavericks                              | V 102–88                                      | Josh Jackson (21)                             | Marquese Chriss (12)                          | Devin Booker, T.J. Warren (4)                 | Talking Stick Resort Arena 15.923             | 18–34                                         |

#### Febbraio
| Febbraio 2018                                | Febbraio 2018                                | Febbraio 2018                                | Febbraio 2018                                | Febbraio 2018                                | Febbraio 2018                                | Febbraio 2018                                | Febbraio 2018                                | Febbraio 2018                                |
| Record mese: 1–9 (Casa: 0–6; Trasferta: 1–3) | Record mese: 1–9 (Casa: 0–6; Trasferta: 1–3) | Record mese: 1–9 (Casa: 0–6; Trasferta: 1–3) | Record mese: 1–9 (Casa: 0–6; Trasferta: 1–3) | Record mese: 1–9 (Casa: 0–6; Trasferta: 1–3) | Record mese: 1–9 (Casa: 0–6; Trasferta: 1–3) | Record mese: 1–9 (Casa: 0–6; Trasferta: 1–3) | Record mese: 1–9 (Casa: 0–6; Trasferta: 1–3) | Record mese: 1–9 (Casa: 0–6; Trasferta: 1–3) |
| Partita                                      | Data                                         | Avversario                                   | Punteggio                                    | Più punti                                    | Più rimbalzi                                 | Più assist                                   | Spettatori                                   | Record                                       |
| -------------------------------------------- | -------------------------------------------- | -------------------------------------------- | -------------------------------------------- | -------------------------------------------- | -------------------------------------------- | -------------------------------------------- | -------------------------------------------- | -------------------------------------------- |
| 53                                           | 2 febbraio                                   | Utah Jazz                                    | S 97–129                                     | Josh Jackson (20)                            | Dragan Bender (9)                            | Devin Booker (6)                             | Talking Stick Resort Arena 16.560            | 18–35                                        |
| 54                                           | 4 febbraio                                   | Charlotte Hornets                            | S 110–115                                    | Josh Jackson (23)                            | Tyson Chandler (10)                          | Devin Booker (9)                             | Talking Stick Resort Arena 14.487            | 18–36                                        |
| 55                                           | 6 febbraio                                   | @ L.A. Lakers                                | S 93–112                                     | T.J. Warren (24)                             | Tyson Chandler (13)                          | Tyler Ulis (7)                               | Staples Center 18.997                        | 18–37                                        |
| 56                                           | 7 febbraio                                   | San Antonio Spurs                            | S 81–129                                     | Alex Len' (14)                               | Marquese Chriss (10)                         | Josh Gray (7)                                | Talking Stick Resort Arena 15.993            | 18–38                                        |
| 57                                           | 10 febbraio                                  | Denver Nuggets                               | S 113–123                                    | T.J. Warren (31)                             | Dragan Bender (8)                            | Elfrid Payton (9)                            | Talking Stick Resort Arena 16.325            | 18–39                                        |
| 58                                           | 12 febbraio                                  | @ G.S. Warriors                              | S 83–129                                     | Elfrid Payton (29)                           | Tyson Chandler (9)                           | Elfrid Payton (9)                            | Oracle Arena 19.596                          | 18–40                                        |
| 59                                           | 14 febbraio                                  | @ Utah Jazz                                  | S 97–107                                     | Devin Booker (28)                            | Elfrid Payton (11)                           | Elfrid Payton (12)                           | Vivint Smart Home Arena 18.306               | 18–41                                        |
| All-Star Break                               |                                              |                                              |                                              |                                              |                                              |                                              |                                              |                                              |
| 60                                           | 23 febbraio                                  | L.A. Clippers                                | S 117–128                                    | Devin Booker, T.J. Warren (27)               | Alex Len' (13)                               | Elfrid Payton (6)                            | Talking Stick Resort Arena 17.126            | 18–42                                        |
| 61                                           | 24 febbraio                                  | Portland T. Blazers                          | S 104–106                                    | Devin Booker (30)                            | Alex Len' (13)                               | Elfrid Payton (11)                           | Talking Stick Resort Arena 17.112            | 18–43                                        |
| 62                                           | 26 febbraio                                  | @ N.O. Pelicans                              | S 116–125                                    | Devin Booker (40)                            | Josh Jackson (12)                            | Dragan Bender (7)                            | Smoothie King Center 14.302                  | 18–44                                        |
| 63                                           | 28 febbraio                                  | @ Memphis Grizzlies                          | V 110–102                                    | Devin Booker (34)                            | Alex Len' (11)                               | Josh Jackson, Alex Len', Elfrid Payton (4)   | FedExForum 13.484                            | 19–44                                        |

#### Marzo
| Marzo 2018                                    | Marzo 2018                                    | Marzo 2018                                    | Marzo 2018                                    | Marzo 2018                                    | Marzo 2018                                    | Marzo 2018                                    | Marzo 2018                                    | Marzo 2018                                    |
| Record mese: 0–14 (Casa: 0–6; Trasferta: 0–8) | Record mese: 0–14 (Casa: 0–6; Trasferta: 0–8) | Record mese: 0–14 (Casa: 0–6; Trasferta: 0–8) | Record mese: 0–14 (Casa: 0–6; Trasferta: 0–8) | Record mese: 0–14 (Casa: 0–6; Trasferta: 0–8) | Record mese: 0–14 (Casa: 0–6; Trasferta: 0–8) | Record mese: 0–14 (Casa: 0–6; Trasferta: 0–8) | Record mese: 0–14 (Casa: 0–6; Trasferta: 0–8) | Record mese: 0–14 (Casa: 0–6; Trasferta: 0–8) |
| Partita                                       | Data                                          | Avversario                                    | Punteggio                                     | Più punti                                     | Più rimbalzi                                  | Più assist                                    | Spettatori                                    | Record                                        |
| --------------------------------------------- | --------------------------------------------- | --------------------------------------------- | --------------------------------------------- | --------------------------------------------- | --------------------------------------------- | --------------------------------------------- | --------------------------------------------- | --------------------------------------------- |
| 64                                            | 2 marzo                                       | Oklahoma Thunder                              | S 116–124                                     | Devin Booker (39)                             | Elfrid Payton (10)                            | Devin Booker, Elfrid Payton (8)               | Talking Stick Resort Arena 18.055             | 19–45                                         |
| 65                                            | 4 marzo                                       | @ Atlanta Hawks                               | S 112–113                                     | T.J. Warren (35)                              | Elfrid Payton (10)                            | Elfrid Payton (14)                            | Philips Arena 15.166                          | 19–46                                         |
| 66                                            | 5 marzo                                       | @ Miami Heat                                  | S 103–125                                     | Devin Booker (31)                             | Josh Jackson (7)                              | Dragan Bender (6)                             | American Airlines Arena 19.600                | 19–47                                         |
| 67                                            | 8 marzo                                       | @ Oklahoma Thunder                            | S 87–115                                      | Devin Booker (30)                             | Devin Booker, Troy Daniels (6)                | Elfrid Payton (6)                             | Chesapeake Energy Arena 18.203                | 19–48                                         |
| 68                                            | 10 marzo                                      | @ Charlotte Hornets                           | S 115–122                                     | Troy Daniels (17)                             | Marquese Chriss, Davon Reed (6)               | Tyler Ulis (10)                               | Spectrum Center 19.336                        | 19–49                                         |
| 69                                            | 13 marzo                                      | Cleveland Cavaliers                           | S 107–129                                     | Josh Jackson, T.J. Warren (19)                | T.J. Warren (10)                              | Elfrid Payton (7)                             | Talking Stick Resort Arena 18.055             | 19–50                                         |
| 70                                            | 15 marzo                                      | @ Utah Jazz                                   | S 88–116                                      | T.J. Warren (19)                              | Josh Jackson, Alex Len' (9)                   | Shaquille Harrison, Tyler Ulis (3)            | Vivint Smart Home Arena 18.306                | 19–51                                         |
| 71                                            | 17 marzo                                      | G.S. Warriors                                 | S 109–124                                     | Josh Jackson (36)                             | Alex Len' (9)                                 | Elfrid Payton (9)                             | Talking Stick Resort Arena 18.055             | 19–52                                         |
| 72                                            | 20 marzo                                      | Detroit Pistons                               | S 88–115                                      | Alex Len' (19)                                | Alex Len' (12)                                | Elfrid Payton, Tyler Ulis (5)                 | Talking Stick Resort Arena 17.400             | 19–53                                         |
| 73                                            | 23 marzo                                      | @ Cleveland Cavaliers                         | S 95–120                                      | Troy Daniels (20)                             | Marquese Chriss (10)                          | Tyler Ulis (9)                                | Quicken Loans Arena 20.562                    | 19–54                                         |
| 74                                            | 24 marzo                                      | @ Orlando Magic                               | S 99–105                                      | Josh Jackson (18)                             | Alex Len' (9)                                 | Elfrid Payton (8)                             | Amway Center 17.393                           | 19–55                                         |
| 75                                            | 26 marzo                                      | Boston Celtics                                | S 94–102                                      | Josh Jackson (23)                             | Dragan Bender (10)                            | Tyler Ulis (8)                                | Talking Stick Resort Arena 18.055             | 19–56                                         |
| 76                                            | 28 marzo                                      | L.A. Clippers                                 | S 99–111                                      | Tyler Ulis (23)                               | Marquese Chriss (13)                          | Josh Jackson (5)                              | Talking Stick Resort Arena 17.005             | 19–57                                         |
| 77                                            | 30 marzo                                      | @ Houston Rockets                             | S 103–104                                     | Josh Jackson (27)                             | Marquese Chriss (12)                          | Tyler Ulis (11)                               | Toyota Center 18.055                          | 19–58                                         |

#### Aprile
| Aprile 2018                                  | Aprile 2018                                  | Aprile 2018                                  | Aprile 2018                                  | Aprile 2018                                  | Aprile 2018                                  | Aprile 2018                                  | Aprile 2018                                  | Aprile 2018                                  |
| Record mese: 2–3 (Casa: 1–2; Trasferta: 1–1) | Record mese: 2–3 (Casa: 1–2; Trasferta: 1–1) | Record mese: 2–3 (Casa: 1–2; Trasferta: 1–1) | Record mese: 2–3 (Casa: 1–2; Trasferta: 1–1) | Record mese: 2–3 (Casa: 1–2; Trasferta: 1–1) | Record mese: 2–3 (Casa: 1–2; Trasferta: 1–1) | Record mese: 2–3 (Casa: 1–2; Trasferta: 1–1) | Record mese: 2–3 (Casa: 1–2; Trasferta: 1–1) | Record mese: 2–3 (Casa: 1–2; Trasferta: 1–1) |
| Partita                                      | Data                                         | Avversario                                   | Punteggio                                    | Più punti                                    | Più rimbalzi                                 | Più assist                                   | Spettatori                                   | Record                                       |
| -------------------------------------------- | -------------------------------------------- | -------------------------------------------- | -------------------------------------------- | -------------------------------------------- | -------------------------------------------- | -------------------------------------------- | -------------------------------------------- | -------------------------------------------- |
| 78                                           | 1 aprile                                     | @ G.S. Warriors                              | S 107–117                                    | Marquese Chriss, Josh Jackson (22)           | Dragan Bender (11)                           | Tyler Ulis (8)                               | Oracle Arena 19.596                          | 19–59                                        |
| 79                                           | 3 aprile                                     | Sacramento Kings                             | V 97–94                                      | Josh Jackson (28)                            | Marquese Chriss (13)                         | Tyler Ulis (9)                               | Talking Stick Resort Arena 16.826            | 20–59                                        |
| 80                                           | 6 aprile                                     | N.O. Pelicans                                | S 103–122                                    | Marquese Chriss (23)                         | Josh Jackson (11)                            | Shaquille Harrison (5)                       | Talking Stick Resort Arena 18.055            | 20–60                                        |
| 81                                           | 8 aprile                                     | G.S. Warriors                                | S 100–117                                    | Danuel House (22)                            | Dragan Bender (14)                           | Tyler Ulis (10)                              | Talking Stick Resort Arena 18.055            | 20–61                                        |
| 82                                           | 10 aprile                                    | @ Dallas Mavericks                           | V 124–97                                     | Alec Peters (36)                             | Dragan Bender (13)                           | Shaquille Harrison (10)                      | American Airlines Center 20.041              | 21–61                                        |

## Mercato

### Free Agency

#### Prolungamenti contrattuali
| Giocatore     | Contratto                       |
| ------------- | ------------------------------- |
| Alan Williams | 3 anni – 17 milioni di dollari  |
| Alex Len'     | 1 anno – 4,2 milioni di dollari |
| T.J. Warren   | 4 anni – 50 milioni di dollari  |
| Mike James    | 1 anno – 0,6 milioni di dollari |

#### Acquisti
| Giocatore          | Contratto                       | Provenienza     |
| ------------------ | ------------------------------- | --------------- |
| Mike James         | Contratto Two-way               | Panathīnaïkos   |
| Danuel House Jr.   | Contratto Two-way               | R.G.V. Vipers   |
| Isaiah Canaan      | 1 anno – 1 milione di dollari   | N. Arizona Suns |
| Josh Gray          | Contratto di 10 giorni          | N. Arizona Suns |
| Shaquille Harrison | 2 anni – 0,2 milioni di dollari | N. Arizona Suns |

#### Cessioni
| Giocatore       | Motivo     | Nuova squadra   |
| --------------- | ---------- | --------------- |
| Leandro Barbosa | Rilasciato | Franca          |
| Ronnie Price    | Free agent |                 |
| Elijah Millsap  | Rilasciato | Iowa Wolves     |
| Derrick Jones   | Rilasciato | N. Arizona Suns |
| Mike James      | Rilasciato | N.O. Pelicans   |
| Greg Monroe     | Rilasciato | Boston Celtics  |
| Isaiah Canaan   | Rilasciato |                 |
| Josh Gray       | Free agent | N. Arizona Suns |

### Scambi
| 22 settembre 2017 | Phoenix Suns Troy Daniels Scelta 2º giro Draft 2018 Charlotte Hornets                                     | Memphis Grizzlies Scelta 2º giro Draft 2018 (protetta Top-55) |
| 7 novembre 2017   | Phoenix Suns Greg Monroe Scelta 1º giro Draft 2018 (protetta) Scelta 2º giro Draft 2018 (protetta Top-47) | Milwaukee Bucks Eric Bledsoe                                  |
| 8 febbraio 2018   | Phoenix Suns Elfrid Payton                                                                                | Orlando Magic Scelta 2º giro Draft 2018 Charlotte Hornets     |